# Statuti Bonacolsiani

Stemma dei Bonacolsi

Gli Statuti Bonacolsiani (Statuta dominorum Raynaldi et Botironi fratrum de Bonacolsis), datati tra il 1303 e il 1313 e redatti in scrittura gotica, sono un codice legislativo, una raccolta giuridica voluta dai Bonacolsi di Mantova e acquisita successivamente dai Gonzaga, che rimase alla base della vita mantovana fino al 1400 con Francesco I Gonzaga. Costui redasse nuove regole, che continuarono però a chiamarsi Liber statutorum Comunis Mantue.

## Storia
Gli Statuti Bonacolsiani presero il posto del Liber privilegiorum Comunis Mantue che, dal 1270 al 1290 circa, costituì lo strumento di natura legale del governo della città. Voluti dai fratelli Bonaventura e Rinaldo Bonacolsi e finalizzati a formalizzare il loro potere famigliare, legittimato dal vicariato imperiale, gli Statuti Bonacolsiani furono strutturati in dieci libri e divisi in diverse rubriche e disciplinavano gli ordinamenti urbanistici, civili, criminali, mercantili, le corporazioni, la gestione della città e del contado.
È il documento più importante giunto ai giorni nostri che consente la conoscenza del passato comunale di Mantova durante il governo bonacolsiano, che resse la città dal 1273 con Pinamonte e si concluse tragicamente con Rinaldo nel 1328, anno di ascesa al potere di Luigi Gonzaga. In esso si colgono anche i profondi mutamenti nelle istituzioni e nelle strutture sociali della città agli inizi del XIV secolo, con il passaggio dalla democrazia comunale al potere personale. All'interno degli statuti vi sono anche parecchie rubriche atte a regolare la mobilitazione ed altri aspetti legati alla guerra, come l'organizzazione dei navaroli e della flotta fluviale.

## Contenuti
Sintesi del contenuto degli Statuti:
1. I LIBRO (73 rubriche): tratta delle funzioni del podestà e della tutela della sua indipendenza. Regola le disposizioni di diritto penale e l'ordinamento militare. Regola l'attività dei notai.
2. II LIBRO (71 rubriche): riguarda la giurisdizione del podestà e disciplina le tariffe notarili.
3. III LIBRO (58 rubriche): si riferisce a norme riguardanti i dazi, le fiere, i mercati e il commercio in genere.
4. IV LIBRO (50 rubriche): è dedicato alle Arti ("paratici" dal nome della tassa che si doveva pagare per l'iscrizione, giudici, calzolai, fabbri, farmacisti, barbieri, mercanti, conciaioli, ecc.). Importanti rubriche del libro sono dedicate alla produzione della lana e i tessuti.
5. V LIBRO (23 rubriche): tratta dei privilegi di alcune corporazioni e degli ordini religiosi. Una parte rilevante è dedicata alle elemosine a carico del comune.
6. VI LIBRO (42 rubriche): forse il più importante, si riferisce ai poteri della signoria bonacolsiana, ai poteri dei vicari imperiali e alle norme relative alle milizie cittadine. Una clausola prevede l'assenza di controlli sull'operato dei signori.[2] Nelle mani dei signori erano concentrati il potere legislativo, giudiziario ed esecutivo. Erano previste pesanti pene, sino alla decapitazione, a chi tentasse di rovesciare la signoria.
7. VII LIBRO (42 rubriche): tratta delle cariche del comune e dell'organizzazione della burocrazia comunale. Si parla delle regole a cui deve sottostare il contado mantovano.
8. VIII LIBRO (16 rubriche): contiene disposizioni urbanistiche su ponti, strade e corsi d'acqua.
9. IX LIBRO (5 rubriche): si tratta, tra l'altro, del commercio dei prodotti agricoli.
10. X LIBRO (70 rubriche): riguarda il mondo agricolo, i regolamenti riguardanti il diritto di proprietà e i contratti agrari.

Agli Statuti furono affiancate norme di interesse particolare, come quelle varate da Guido dei Bonacolsi durante il suo governo (1299-1309), che prevedevano ampi poteri al signore senza controlli da parte di alcuno.

## Edizioni
Il testo originale degli Statuti è rimasto a Mantova fino al 1750 circa, quando passò nelle mani di alcune nobili famiglie. Nei tempi successivi se ne persero le tracce. Fece ricomparsa a Londra nel 1973, dove venne battuto all'asta da una prestigiosa casa d'aste. Nel 1997 il comune di Mantova se lo aggiudicò sempre a Londra e ora è conservato nella Biblioteca Teresiana della città.